# 巴拉塔樹

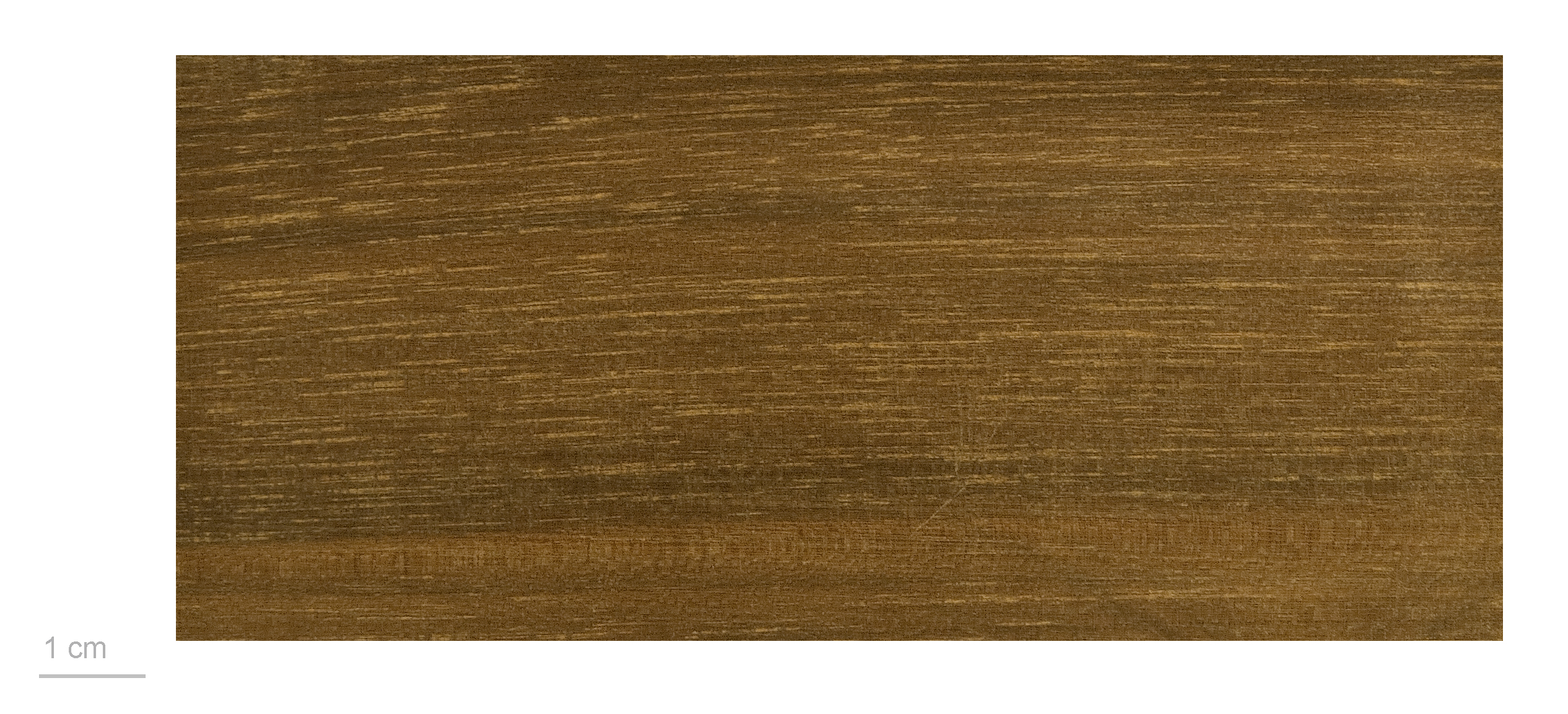
Manilkara bidentata

巴拉塔樹是一種原生於南美洲北部，中美洲和加勒比海等廣大熱帶區域的樹木。有時又稱為巴西牛木。
巴拉塔樹可以生長至30到45米左右。葉互生呈橢圓形為全緣葉約10到20公分長。花呈白色，雨季初期開花。果實為黃色漿果，直徑約3到5公分，可食用，通常含有一、兩個種子。巴拉塔樹的樹汁可以製成乳膠。

## 應用

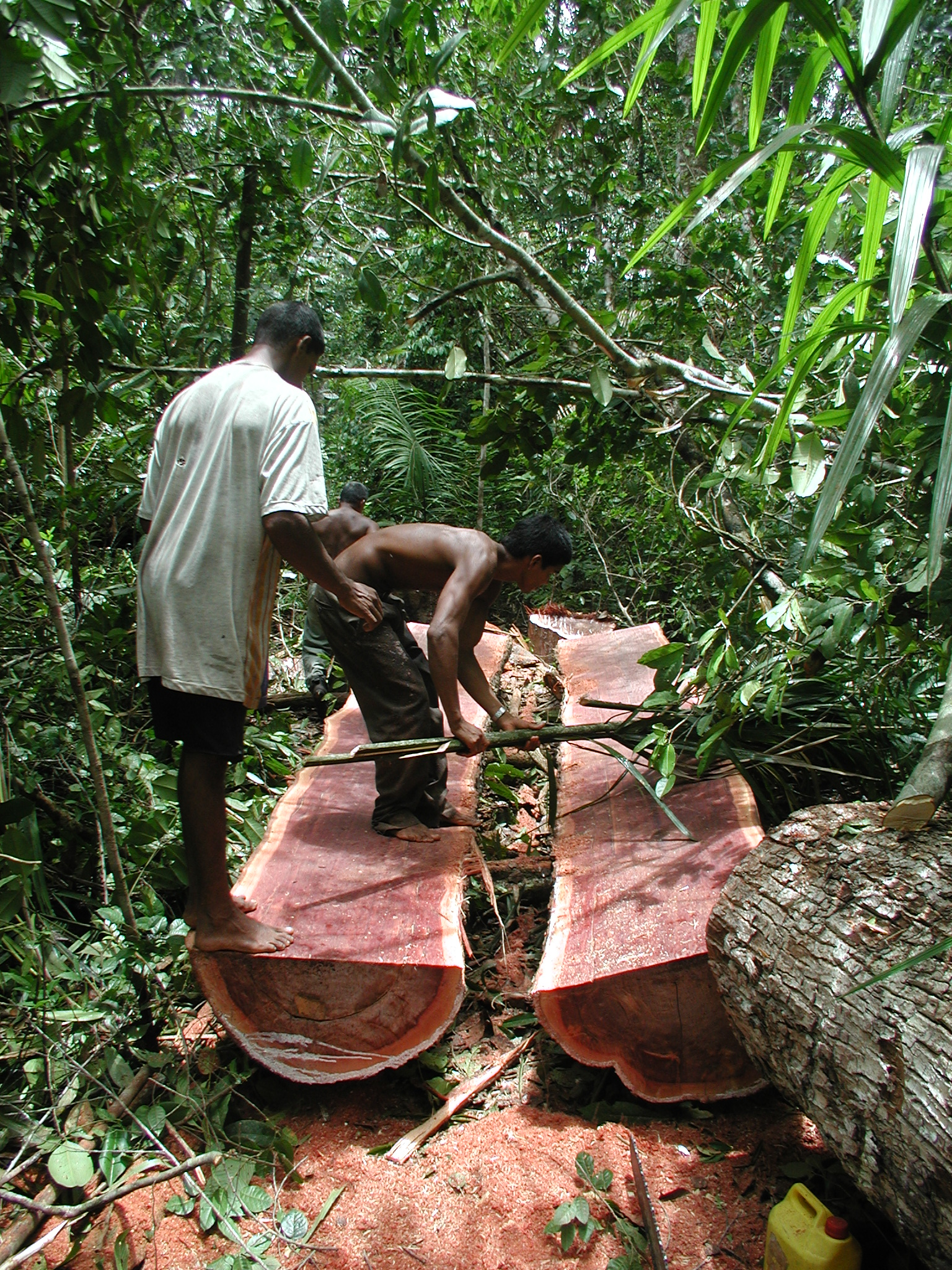
圭亞那的巴拉塔樹採集

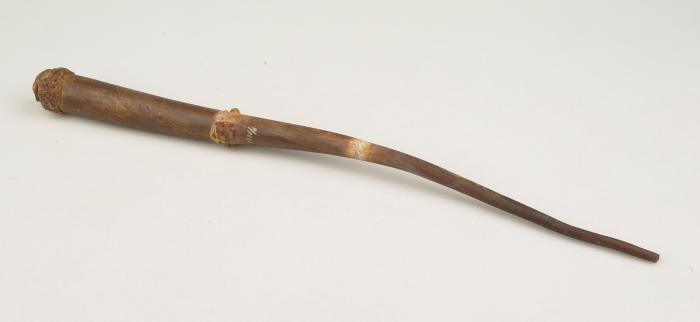
一條1939年以前製的巴拉塔樹木鞭

萃取巴拉塔樹乳膠的方法和萃取橡膠樹乳膠的方法一樣。乳膠乾燥之後可以形成類似橡膠的彈性物質。這種物質被稱為巴拉塔膠或古搭巴拉塔，和從東南亞樹木製造出的古搭帕恰膠不同。
巴拉塔膠由於商業利用價值不高，需求量有限，因此巴拉塔樹多為野生，極少人工栽植。
巴拉塔膠最早的用途是用來包覆水下電纜，做絕緣用途。
1903年，美国著名的斯伯丁（Spalding）运动器材公司公司从热带的巴拉塔树里提炼出了巴拉塔胶，发现其比古塔胶皮更耐用，可以取代古塔胶皮来制造表皮材料。巴拉塔膠常常被製造成高爾夫球運動中用的高品質高爾夫球的表層。用巴拉塔膠製造高爾夫球表層的球有比較高的旋轉速度，但是飛行距離不會超過一般用杜邦沙林離子樹脂Surlyn製造的高爾夫球表面的高爾夫球。基於巴拉塔膠不耐久的本性，這種物質製造的高爾夫球無法承受多次高爾夫球桿揮擊的衝擊力道，因此需要常常更換。雖然巴拉塔膠製的高爾夫球曾一度受到職業選手和低讓分玩家的青睞，但由於聚氨酯和新沙林離子樹脂等替代物的出現讓這種高爾夫球顯得過時。
巴拉塔樹被種植於亞馬遜河和其支流的沿岸河堤，例如普圖馬約河。巴拉塔樹也是波多黎各最重要的木材來源。
巴拉塔樹木材孔隙比例較低被歸類為硬木，其木材內層死細胞部分呈紅色。巴拉塔樹的木材質地堅硬，常常做成傢俱或建築結構材料。巴拉塔樹產區的當地人稱呼這種樹木為子彈木，這種樹木太堅硬且密度甚高丟到水裡還會沉下去。貿易上經常不正確的稱這種木材為巴西木而讓這種木材和巴西紅木產生混淆。
巴拉塔樹的果實類似其近親人心果，可以食用。雖然巴拉塔樹的木材可能會呈現紫色的陰影，但不應和紫心木混淆。